# Батьківщина (газета, Коломия)
«Батьківщи́́на» — тижневик, який виходив у Коломиї 1933 року. Перше число — 16 квітня 1933. За редакцію відповідав Павло Карач. Друкарня М. Бойчука. Побачило світ 2 числа.

## Ідеї
У програмній статті «Наша мета» видавці ставили собі за мету «послідовно і безкомпромісово поборювати комуно-сельробівщииу, хрупівство, сектантство й інші форми розламу національного фронту; висвітлювати всі важнійші прояви національного, культурно-освітнього і економічно-господарського життя Покуття; стояти па сторожі наших політичних, національних і культурних прав; поборювати прояви антирелігійної пропаганди; широко пропагувати український промисл, торгівлю, ремісничі й інші варстати праці…». Наголошувалося, що «Батьківщина» — безпартійний орган і на її сторінках знайдуть місце й «інші наші однодумці — члени української нації».
Тижневик активно відгукувався па важливі суспільно-політичні події в краю, Україні і Європі.

## Тематика статей і рубрики
Велися рубрики «Коломийська хроніка», «Політичні вісти», «З просвітянського життя», «З життя наших товариств», «Кооперативний куток» та ін. Тема національного єднання, боротьби проти «московського завойовника» була провідною для таких публікацій, як «Твердим кроком», "Отвертий лист до українців — «сельробів» «Покуття», «Сповнім обов'язок!», спогаду стрільця УГА «Мій Великдень на Україні 1920 р.».
У 2/3 числі видавництво тижневика повідомляло, що через «непередбачені перешкоди (адміністраційного, технічного і фінансового характеру)» часопис до 1 жовтня 1933 буде виходити двічі на місяць збільшеним обсягом. Однак тривалість виходу «Батьківщини» встановити не вдалося.
Верстка часопису характерна тим, що найважливіші місця подавалися напівжирним шрифтом, поліграфічно виділявся «Український адресований провідник по Коломиї». Найактивнішим автором тижневика був Антін Кречет. Рідкісні екземпляри «Батьківщини» зберігаються у Львівській Національній Бібліотеці Академії Наук України та Науковій бібліотеці Львівського державного університету.